# Pebble Creek
Pebble Creek es un lugar designado por el censo ubicado en el condado de Hillsborough en el estado estadounidense de Florida. En el Censo de 2010 tenía una población de 7.622 habitantes y una densidad poblacional de 1.019,35 personas por km².

## Geografía
Pebble Creek se encuentra ubicado en las coordenadas 28°9′31″N 82°20′31″O / 28.15861, -82.34194. Según la Oficina del Censo de los Estados Unidos, Pebble Creek tiene una superficie total de 7.48 km², de la cual 7.23 km² corresponden a tierra firme y (3.29%) 0.25 km² es agua.

## Demografía
Según el censo de 2010, había 7.622 personas residiendo en Pebble Creek. La densidad de población era de 1.019,35 hab./km². De los 7.622 habitantes, Pebble Creek estaba compuesto por el 67.76% blancos, el 12.02% eran afroamericanos, el 0.14% eran amerindios, el 12.79% eran asiáticos, el 0.03% eran isleños del Pacífico, el 3.15% eran de otras razas y el 4.11% pertenecían a dos o más razas. Del total de la población el 17.97% eran hispanos o latinos de cualquier raza.